# La Vraie Nature de Bernadette
Pour plus de détails, voir Fiche technique et Distribution.
La Vraie Nature de Bernadette est un film québécois de Gilles Carle sorti en 1972. Le film met en vedette Micheline Lanctôt, Donald Pilon et Willie Lamothe. Il s'agit du cinquième long-métrage du cinéaste.
L'année de sa sortie, il est présenté en compétition officielle au Festival de Cannes, devenant le premier long-métrage de fiction québécois présenté sur la croisette. Il connaît par la suite le succès auprès du public français, récoltant près de 300 000 entrées en salle.

## Synopsis
Bernadette, femme d'avocat, quitte la vie urbaine pour aller vivre à la campagne avec son fils de 5 ans. Elle y rencontre Thomas, un paysan qui conteste les monopoles dans l’agro-alimentaire. Dans sa représentation naïve, le retour à la terre, fort populaire chez les intellectuels des années 1970, fournit la principale cible à l’ironie de Gilles Carle.
Quand elle met les pieds sur la vraie terre, elle découvre que les feuilles multicolores recouvrent souvent une bonne couche de boue, que des effluves de merde traversent souvent l'air pur de la campagne, que la tranquillité n'existe nulle part, que la simplicité des gens n'apparaît qu'occasionnellement et toujours comme une victoire sur la complexité de la vie. À son tour et un peu malgré elle, Bernadette reprend ce regard.
La quête de la vraie nature se transforme alors en la reconnaissance de plusieurs natures vraies. À travers la découverte du pays réel multiforme, Bernadette découvre la multi-dimensionnalité de sa « vraie nature ».

## Réception critique
Le film est l'un des rares films québécois à avoir obtenu la cote Remarquable par Mediafilm, qui est la seconde plus haute note possible selon la grille d'évaluation de l'agence. En 1973, il est le candidat du Canada pour l'Oscar du meilleur film international mais n'est pas sélectionné parmi les finalistes.
Le film ne connaît toutefois pas le même succès au Québec, bien qu'il ait été récompensé de cinq prix au Palmarès du film canadien. Il est néanmoins désigné rétrospectivement comme œuvre majeure dans plusieurs listes dont un sondage mené dans le cadre du Festival international du film de Toronto en 1984 et un sondage en 2016.

## Fiche technique
Source : IMDb et Films du Québec
- Titre original : La Vraie Nature de Bernadette
- Réalisation : Gilles Carle
- Scénario : Gilles Carle
- Musique : Pierre F. Brault
- Direction artistique : Jocelyn Joly
- Costumes : Gilles Lalonde
- Maquillage : Diane Gravel
- Photographie : René Verzier
- Son : Henri Blondeau, Marcel Pothier, Pierre Leroux, Austin Grimaldi, William O'Neill
- Montage : Gilles Carle et Susan Kay
- Production : Gilles Carle et Pierre Lamy
- Société de production : Carle-Lamy Ltée
- Société de distribution : France Film
- Budget : 328 000 $ CA[6]
- Pays de production :  Canada
- Lieux de tournage : Saint-Didace et Saint-Hyacinthe[6]
- Dates de tournage : 18 octobre au 29 novembre 1971[6]
- Langue originale : français
- Format : Technique en couleur Technicolor au 2,35:1
- Format son : monophonique (Westrex Recording System) sur 35 mm.
- Genre : comédie dramatique
- Durée : 100 minutes
- Dates de sortie :
  - Canada : 6 mai 1972 (sortie en salle au Québec)[7]
  - France : 10 mai 1972 (Festival de Cannes 1972)[7]
- Affiche : René Ferracci (France)

## Distribution
- Micheline Lanctôt : Bernadette Brown, dite Bernadette Bonheur
- Donald Pilon : Thomas
- Reynald Bouchard : Rock
- Robert Rivard : Félicien, le maire
- Willie Lamothe : Antoine, le postier
- Maurice Beaupré : Octave
- Ernest Guimond : Moise
- Julien Lippé : Auguste
- Claudette De Lorimier : Madeleine
- Pierre Valcour : Courchesne
- Yvon Barrette : St-Luc
- Yves Allaire : St-Marc
- Yannick Therrien : Yannick, fils de Bernadette
- Gilles Lajoie : Gilles, dit Napoléon
- Yvon Leroux : un voisin
- Angèle Coutu : une voisine
- Jacques Bilodeau : un agriculteur
- Rolland Bédard : un agriculteur
- René Caron : un agriculteur
- Jacques Thisdale : le chauffeur de taxi
- Francine Grimaldi : une journaliste

## Discographie
- La bande originale du film La Vraie Nature de Bernadette composée par Pierre F. Brault a été éditée chez Disques Cinémusique en 2003. Le programme de ce CD comprend d'autres musiques de films du même compositeur pour le même réalisateur.